# 소피아 고자
소피아 안나 비토리아 고자(이탈리아어: Sofia Anna Vittoria Goggia, 1992년 11월 15일~)는 이탈리아의 알파인 스키 선수이다. 2018년 동계 올림픽에서 여자 활강 금메달, 2022년 동계 올림픽에서 여자 활강 은메달을 획득했으며, 세계 선수권 대회에서 은메달 1개, 동메달 1개를 획득했다. 또한 알파인 스키 월드컵에서 활강 부문 우승 3회를 달성했다.

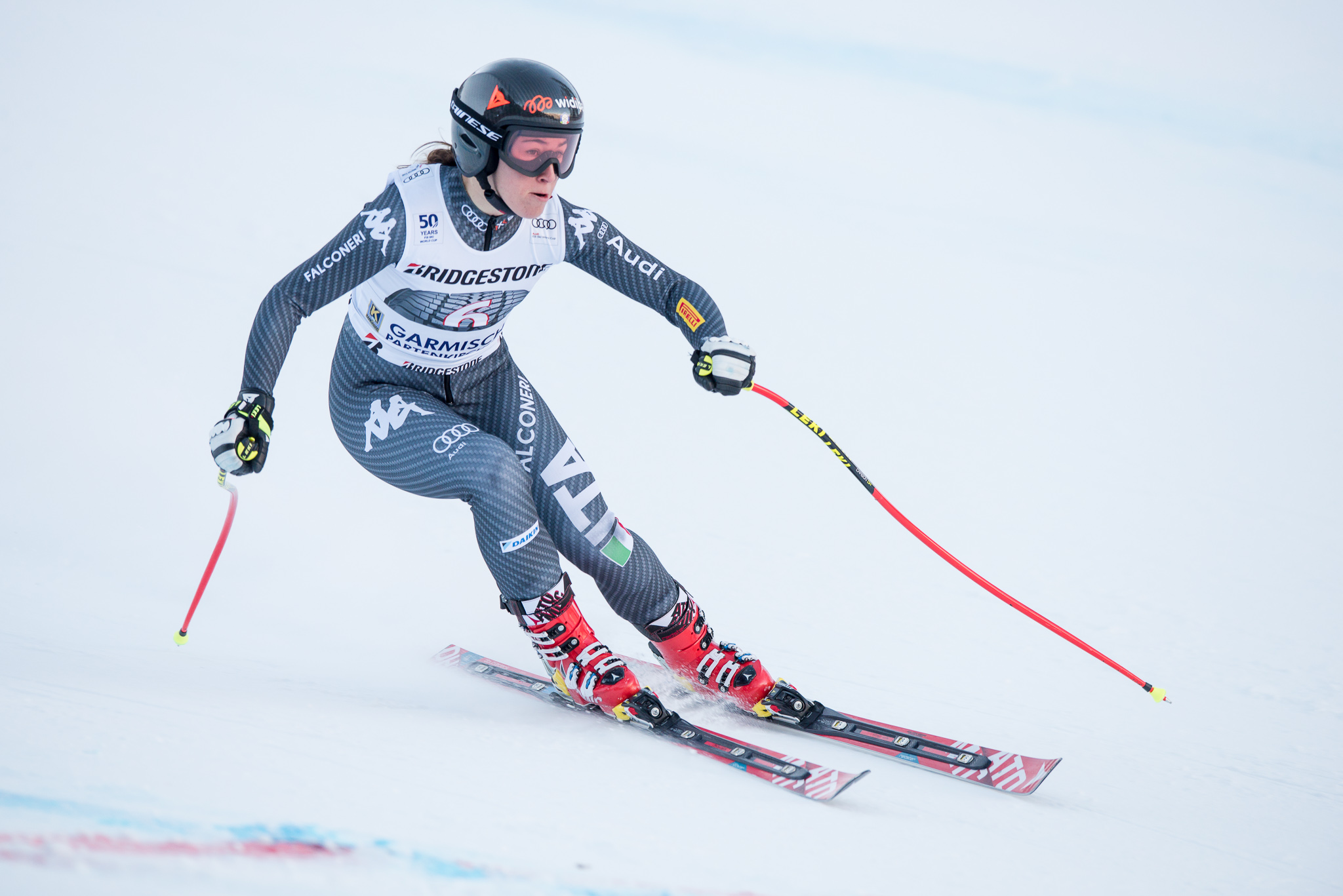
2017년 가르미슈파르텐키르헨 월드컵 당시의 고자